# Tabanocella schofieldi
Tabanocella schofieldi är en tvåvingeart som beskrevs av Usher 1965. Tabanocella schofieldi ingår i släktet Tabanocella och familjen bromsar. Inga underarter finns listade i Catalogue of Life.